# デニス・ザカリア
デニス・レミ・ザカリア・ラコ・ラド（Denis Lemi Zakaria Lako Lado, 1996年11月20日 - ）は、スイス・ジュネーヴ出身のサッカー選手。リーグ・アン・モナコ所属。スイス代表。ポジションは、ミッドフィールダー。

## 経歴

### クラブ
セルヴェットの下部組織出身で、2014年にトップチームデビューを果たした。
2015年7月、ヤングボーイズに移籍。7月18日のチューリッヒ戦でスーパーリーグデビュー。2016年には、スイスリーグのベストヤングスター賞を受賞し、在籍2年間で公式戦通算67試合に出場した。
2017年6月9日、ボルシアMGへの移籍が発表された。移籍金は約1000万ユーロで、契約期間は2020年までの3年間。マフムド・ダフードの後釜として定位置を掴み取ると、初年度でリーグ戦30試合に出場した。チームの中心選手として在籍4年半で公式戦通算146試合に出場し、スイスのパトリック・ヴィエラと称されるまでになった。
2022年1月31日、ユヴェントスへの移籍が発表された。移籍金は450万ユーロ、連帯貢献金が410万ユーロになり、契約期間は2026年6月30日まで。24節のエラス・ヴェローナ戦がデビュー戦となり、同試合で移籍後初得点を決めた。
2022年9月1日、チェルシーに1年間の買取オプション付きのレンタルで移籍した。チーム加入後は出場機会を得られず、買取オプションの行使どころかレンタルの早期打ち切りの噂も流れたが、2022年11月3日のCLグループステージ第6節ディナモ・ザグレブ戦で初出場し、逆転弾となる移籍後初ゴールも決めた。公式戦7試合出場、1ゴールをあげていたザカリアだが、2023年1月12日に行われた、フラム戦で負傷交代。その後の検査で4週間の離脱が余儀なくされた。
2023年8月14日、モナコに完全移籍した。5年契約で、移籍金は2000万ユーロとみられている。

### 代表
各年代でスイス代表に選出されている。2016年5月のベルギー代表戦でA代表初出場。UEFA EURO 2016のメンバーにも招集されている。
ワールドカップには、ロシア大会とカタール大会にスイス代表として2大会連続で選出された。

## 人物
父親はコンゴ民主共和国、母親は南スーダン出身。

## 代表歴

### 出場大会
- スイス代表
  - 2018 FIFAワールドカップ
  - 2022 FIFAワールドカップ
  - UEFA EURO 2024

### 試合数
- 国際Aマッチ 52試合 3得点（2016年-）[22]

| スイス代表 | 国際Aマッチ | 国際Aマッチ |
| 年         | 出場        | 得点        |
| ---------- | ----------- | ----------- |
| 2016       | 3           | 0           |
| 2017       | 6           | 0           |
| 2018       | 9           | 1           |
| 2019       | 10          | 2           |
| 2020       | 0           | 0           |
| 2021       | 12          | 0           |
| 2022       | 5           | 0           |
| 2023       | 7           | 0           |
| 2024       |             |             |
| 通算       | 52          | 3           |